# Menoplax longispinosa
Menoplax longispinosa is een krabbensoort uit de familie van de Goneplacidae. De wetenschappelijke naam van de soort is voor het eerst geldig gepubliceerd in 1984 door Chen.